# Albert Sangwine
Albert Edwin Hawksley Sangwine (ur. 16 marca 1901 w Tottenham w Londynie, zm. 3 listopada 1962 w Chingford w Londynie) – brytyjski zapaśnik walczący w stylu wolnym. Olimpijczyk z Paryża 1924; gdzie zajął dziesiąte miejsce w open. Srebrny medalista igrzysk wspólnoty narodów w 1930, gdzie reprezentował Anglię.
Mistrz kraju w 1926 (open).
- Turniej w Paryżu 1924

Przegrał ze Szwedem Johanem Richthoffem.